# Odelgomo
Odelgomo (Bunak für Affenbesitzer) ist eine osttimoresische Aldeia im Suco Ai-Assa (Verwaltungsamt Bobonaro, Gemeinde Bobonaro). 2015 lebten in der Aldeia 481 Menschen.

## Geographie
Odelgomo liegt im Süden des Sucos Ai-Assa. Nordwestlich befinden sich die Aldeias Laho und Mazop und nordöstlich die Aldeia Oalgomo. Im Südwesten grenzt Odelgomo an den Suco Leber und im Südosten an den Suco Sibuni. Die Grenze im Nordwesten bildet der Masi, der im Norden in den Laco mündet, dem Grenzfluss im Nordosten. Der Laco mündet später in den Loumea.
Im Norden der Aldeia liegt das Dorf Odelgomo. Hier befindet sich eine Grundschule. Drei weitere Siedlungen befinden sich weiter südlich.

## Politik
2023 wurde Angelo Fernandes zum Chefe de Aldeia gewählt.